# Gabrnik, Juršinci
Gabrnik este o localitate din comuna Juršinci, Slovenia, cu o populație de 244 de locuitori.